# Небесна сотня (фільм)
«Небесна сотня» — перший фільм з циклу документальних фільмів «Зима, що нас змінила»; вийшов до сороковин за вбитими в сутичках на Інститутській вулиці. Це історія про тих, хто загинув за свободу і за власну державу. Досі невідомо скільки людей насправді входить до Небесної сотні… Це не лише ті, кого вбили в центрі української столиці в кінці лютого. Це також і всі ті, хто виступив проти режиму в різних куточках країни, а потім зник безвісти, чи був замордований з самого початку Євромайдану. Про них згадуватимуть очевидці тих подій, їхні учасники, та родичі загиблих.
Цей фільм — спільна робота кінообʼєднання Вавилонʼ13 та продакшену 1+1. Над фільмами працювала продюсерсько-редакторска група 1+1 та Вавилонʼ13. 